# Hermann Friedrich Wilhelm Hinrichs
Hermann Friedrich Wilhelm Hinrichs (* 22. April 1794 in Karlseck, Kirchspiel Hohenkirchen, heute Gemeinde Wangerland, Landkreis Friesland; † 17. September 1861 in Friedrichroda) war ein evangelischer Theologe, deutscher Philosoph und politischer Schriftsteller.

## Leben
Hinrichs war Sohn des Pastors Ulrich Wilhelm Hinrichs und der Sophie Dorothea geb. Ewen. Er besuchte das Gymnasium in Jever, studierte in Straßburg Theologie, dann in Heidelberg Philosophie unter Hegel, welcher seine Schrift Die Religion im innern Verhältnis zur Wissenschaft (Heidelberg 1822) mit einer Vorrede einleitete.
Nachdem sich Hinrichs 1819 in Heidelberg habilitiert hatte, wurde er 1822 außerordentlicher Professor in Breslau, 1824 ordentlicher Professor der Philosophie in Halle, wo er durch seine Grundlinien der Philosophie der Logik (Halle 1826) und die Genesis des Wissens (Heidelberg 1835, Band 1) ein Hauptvertreter der orthodox-hegelschen Richtung wurde.
In seinen ästhetischen Schriften Vorlesungen über Goethes Faust (Halle 1825) und Schillers Dichtungen nach ihrem historischen Zusammenhang (Leipzig 1837–39, 2 Bde.) handelte Hinrichs den Inhalt klassischer Dichtungen nach Hegelschen Kategorien ab.
Seine Geschichte der Rechts- und Staatsprinzipien seit der Reformation bis auf die Gegenwart (Leipzig 1848–1852, 3 Bände) hat als Materialiensammlung Wert; sein Versuch, in dem Werk Die Könige (2. Auflage 1853) die verschiedenen historisch aufgetretenen Formen des Königtums als Momente des modernen (preußischen) darzustellen, fand, wie die vorhergegangenen Politischen Vorlesungen (Halle 1843, 2 Bände) nur bei der konservativen Partei Anklang.
Sein letztes Werk Das Leben in der Natur (Halle 1854), war als Vorläufer eines größeren Werkes über die Geschichte der Erde gedacht. Hinrichs starb jedoch vor Vollendung seines Plans.